# El Toro TV
El Toro TV (fins a 2019 denominat Intereconomía TV) és un canal de televisió espanyol que es caracteritza per un enfocament conservador catòlic en continguts relacionats amb política, economia i societat. Aquesta cadena pertany a Grupo Intereconomía.

## Continguts
En els seus inicis, el canal es basava a presentar informació econòmica i borsària les 24 hores del dia, combinada amb informatius d'actualitat estatal com al telenotícies "Crónica" (amb 2 edicions a les 14:45 i 20:45 respectivament) o programes de debat com El gato al agua o "Tiempo de tertulia". Actualment, la programació és principalment de caràcter polític. Ideològicament, El Toro TV es defineix com a liberal i dirigida a un públic de centredreta d'afinitat catòlica. Les seves emissions sovint s'han vist envoltades de polèmica, especialment en temes com el nacionalisme i la moral.

## Història
La cadena de televisió sorgeix amb l'adquisició el maig de 2005 a Recoletos dels actius d'Expansión TV, emissora que va cessar les seves transmissions dies abans. L'operació es va emmarcar dins dels plans del president del grup, Julio Ariza, de fer un bloc mediàtic que unís altres actius del grup Intereconomía com la seva emissora Radio Intereconomía.
La cadena es va llançar el juliol del mateix any a través de la mateixa freqüència d'Expansión TV en Digital+, i per part de la cadena de TDT Veo TV com a emissió en proves fins al començament de les mateixes emissions regulars del canal.
Des de principis de 2007 el grup va decidir unir els programes de l'emissora de ràdio junt amb els de la televisió. Així, el programa principal de la franja del matí en Radio Intereconomía, Capital, dirigit per Luis Vicente Muñoz, s'emet des de març de 2007 alhora en ràdio i en televisió de 8 a 12 del matí. Intereconomía (anterior nom de la cadena) va tornar a veure's a nivell estatal substituint al canal de TDT Net TV des de març de 2008, fins al 6 de maig de 2014, que es va tancar la freqüència a través de la qual emetia, declarada il·legal pel Tribunal Suprem.
El 14 de març de 2019, Intereconomía TV va canviar la seva denominació per la de El Toro TV, que es pot veure en canals locals de TDT de Madrid, Balears, País Valencià, Múrcia i Galicia i en plataformes de televisió de pagament, i internet.

## Litigi entre Digital+ i Intereconomía TV
El setembre de 2007, l'empresa de TV de pagament Digital+ va anunciar al Grup Intereconomía la intenció de no renovar el contracte que permetia l'emissió d'Intereconomía TV a la plataforma, el qual portava a la cessació d'emissions per aquesta plataforma. Al principi, la mesura s'aplicaria a partir de Desembre del mateix any, però Intereconomía va recórrer la decisió de Sogecable davant dels tribunals al·legant un "incompliment del contracte" i "domini" per part de la propietària de Digital+.
El Jutjat número 4 del mercantil de Madrid va fallar a favor de Grup Intereconomía, afirmant a l'auto de la sentència que la decisió "era un abús de posició de domini a la plataforma de satélite", pel que el canal va continuar les seves emissions.
Sogecable va recórrer la sentència, al·legant que el contracte havia expirat. Finalment, la Comissió Nacional de Competència va donar la raó a Sogecable i va rebutjar la denúncia d'Intereconomía TV, ja que la cadena té assegurada cobertura suficient en emetre's en TDT per a tot el territori estatal i als principals operadors de cable, i afirmava que Digital+ no posseïa una posició de domini sobre això en ser la cobertura del canal borsari bastant més gran que la de la plataforma satel·litària. Per tant, la plataforma de Sogecable té l'última paraula sobre el manteniment del canal en la seva plataforma.